# Blanca media noche
Blanca media noche (A Midnight Clear) es una película bélica de 1992 dirigida por Keith Gordon, protagonizada por Ethan Hawke, Gary Sinise, Peter Berg, Kevin Dillon, y Arye Gross. Basada en una novela de William Wharton, la película se centra al final de la Segunda Guerra Mundial, cuenta la historia de una patrulla que encuentra a un pelotón Alemán que quiere rendirse. Ganadora del Premios Espíritu Independiente al mejor guion en 1993.

## Historia
Francia 1944, una patrulla de reconocimiento estadounidense localiza un pelotón alemán que al regresar del frente ruso desea rendirse antes que morir en lo que sería la última ofensiva alemana de envergadura casi al final de la guerra (La Batalla de las Ardenas).  Los dos grupos de hombres encontrados en una aparente "tregua navideña" dejan de lado sus diferencias, unos para salvar su vida, la de sus familias y su honor y otros buscando terminar su participación en la guerra como héroes inesperados que los llevara a dejar de lado sus diferencias y pasar la Navidad juntos. Pero el plan de vida para unos y de éxito para otros se ve truncado y ambos lados se ven obligados a luchar entre sí.

## Reparto
- Peter Berg como Bud Miller.
- Kevin Dillon como Mel Avakian.
- Arye Gross como Stan Shutzer.
- Ethan Hawke como Will Knott "Won't".
- Gary Sinise como Vance 'Madre' Wilkins.
- Frank Whaley como Paul 'Padre' Mundy.
- John C. McGinley como Mayor Griffin.
- David Jensen como el Sargento Hunt.
- Larry Joshua como el Teniente Ware.

## Premios y nominaciones
Nominación
- 1993 Independent Spirit Award –al mejor guion en 1993 Keith Gordon.